# Te cunosc de undeva! (Sezonul 14)
Sezonul 14 al emisiunii de divertisment Te cunosc de undeva! a debutat pe Antena 1 la data de 7 septembrie 2019. Emisiunea a fost prezentată de Alina Pușcaș și Cosmin Seleși.
Juriul este format din Andreea Bălan, Ozana Barabancea, Aurelian Temișan și Cristian Iacob.

## Distribuția

### Celebrități
- Ada & Cornel Palade
- Alexandru și Monica Anghel
- Andrei Ștefănescu
- Bella Santiago
- Cezar Ouatu
- Diana Matei
- Grigore Gherman
- Liviu Vârciu
- Sorana Darclee
- Șerban Copoț

### Juriul
- Andreea Bălan
- Ozana Barabancea
- Aurelian Temișan
- Cristian Iacob

### Jurizare
Dupa ce concurenții și-au făcut transformările, fiecare din membrii juriului acorda note de la 4 la 12. După notarea concurenților se alcătuia un clasament provizoriu al juriului. La acest clasament se adăugau punctele acordate de concurenți. Și anume, fiecare dintre concurenți avea la dispoziție cinci puncte pe care să le acorde artistului preferat. Concurentul cu cel mai mare punctaj după cele două jurizări câștiga ediția respectivă și primea 1000 de euro, pe care urma să îi doneze. La finalul sezonului, celebritatea câștigătoare a primit 15.000 de euro.

## Interpretări
Legendă:
     Câștigător
| Star              | Ediția 1          | Ediția 2           | Ediția 3            | Ediția 4        | Ediția 5           | Ediția 6          | Ediția 7         | Ediția 8          | Ediția 9           | Ediția 10         | Ediția 11          | Ediția 12     | Ediția 13         | Ediția 14         |
| ----------------- | ----------------- | ------------------ | ------------------- | --------------- | ------------------ | ----------------- | ---------------- | ----------------- | ------------------ | ----------------- | ------------------ | ------------- | ----------------- | ----------------- |
| Ada Palade        | Ruby              | Modern Talking     | Nancy Sinatra       | Cornelia Rednic | Patti LaBelle      | Alexandru Arșinel | Caterina Valente | Gloria Estefan    | Cher               | Romina Power      | Maria Dragomiroiu  | El Cocodrilo  | Lady Gaga         | Tracy Chapman     |
| Cornel Palade     | Nosfe             | Modern Talking     | Frank Sinatra       | Lupu Rednic     | Celia Cruz         | Stela Popescu     | Dean Martin      | Alexandre Pires   | Sonny              | Al Bano           | Jean Constantin    | King Africa   | Tony Bennet       | Luciano Pavarotti |
| Alexandru Anghel  | Trupa Savoy       | Pitbull            | John Travolta       | Cardi B         | Elvis Presley      | Ella Fitzgerald   | Tataee           | Captain Jack      | Constantin Enceanu | Roberto Alagna    | Maluma             | Alexandra     | Monica Anghel     | John Legend       |
| Monica Anghel     | Trupa Savoy       | Christina Aguilera | Olivia Newton-John  | Bad Bunny       | Celine Dion        | Tom Jones         | Feli             | Capitain Jack     | Niculina Stoican   | Aleksandra Kurzak | Madonna            | Irina         | Ștefan Bănică Jr. | Alicia Keys       |
| Andrei Ștefănescu | Indiggo           | Benone Sinulescu   | Irina Rimes         | Bono            | Anastasia Lazariuc | N&D               | Linda Ronstadt   | Adrian Minune     | Willy William      | Sweet Kiss        | Ed Sheeran         | Kiki Dee      | Nargis            | Marilyn Monroe    |
| Liviu Vârciu      | Indiggo           | Irina Loghin       | The Motans          | Mary J. Blige   | Fuego              | N&D               | Aaron Neville    | Vali Vijelie      | Willy William      | Sweet Kiss        | Justin Bieber      | Elton John    | Raj Kapoor        | Jane Russel       |
| Bella Santiago    | Beyonce           | Nicki Minaj        | Petrică Mâțu Stoian | Bebe Rexha      | Apache Indian      | Mihaela Runceanu  | Bruno Mars       | Ariana Grande     | Hozier             | Madhuri Dixit     | Freddie Mercury    | Jason Derulo  | Etta James        | Eleni Foureira    |
| Cezar Ouatu       | Elena Merișoreanu | Tina Turner        | Lady Gaga           | Cornel Palade   | Alice Kessler      | Kenny Rogers      | Ionuț Galani     | Luciano Pavarotti | Brendon Urie       | Justin Timberlake | ZZ Top             | Anca          | Billy Ray Cyrus   | Maitre Gims       |
| Șerban Copoț      | Daniela Crudu     | Chuck Berry        | Bradley Cooper      | Romică Țociu    | Ellen Kessler      | Lionel Richie     | Carmen Șerban    | Eros Ramazzotti   | Taylor Swift       | Michael Jackson   | ZZ Top             | Sorana        | Lil Nas           | Maluma            |
| Diana Matei       | Liza Minnelli     | Steven Tyler       | Fergie              | Radu Ille       | Meghan Trainor     | Amália Rodrigues  | Pepe             | Patricia Kaas     | Monica Anghel      | Ionel Tudorache   | Lilit Hovhannisyan | Rita Ora      | Angela Similea    | Thalia            |
| Grigore Gherman   | Filip Kirkorov    | Delia              | Afric Simone        | Guess Who       | Loredana Groza     | Tarkan            | Laura Lavric     | Carla's Dreams    | Nikos Vertis       | Loalwa Braz       | Roman Iagupov      | Ricky Martin  | Cornelia Catanga  | Patrick Bruel     |
| Sorana Darclee    | Amy Winehouse     | Taco               | Șatra B.E.N.Z       | Randi           | Sofia Vicoveanca   | Inna              | Shantel          | Anda Călugăreanu  | Paradisio          | Anna Lesko        | Soha               | Adrian Ordean | Katy Perry        | Ileana Sărăroiu   |

## Punctaje
| Concurent/ Echipă                | Ediția 1 | Ediția 2 | Ediția 3 | Ediția 4 | Ediția 5 | Ediția 6 | Ediția 7 | Ediția 8 | Ediția 9 | Ediția 10 | Ediția 11 | Ediția 12 | Ediția 13 | Ediția 14 | Locuri | Total(1-14) |
| Ada & Cornel Palade              | 38       | 29       | 46       | 22       | 63       | 29       | 31       | 25       | 36       | 28        | 33        | 73        | 30        | 38        | 5      | 521         |
| Monica & Alexandru Anghel        | 39       | 41       | 56       | 52       | 36       | 40       | 34       | 28       | 49       | 44        | 31        | 27        | 26        | 44        | 4      | 547         |
| Andrei Ștefănescu & Liviu Vârciu | 40       | 46       | 29       | 45       | 24       | 35       | 52       | 36       | 37       | 35        | 32        | 40        | 39        | 28        | 6      | 518         |
| Bella Santiago                   | 47       | 42       | 21       | 48       | 35       | 41       | 51       | 38       | 36       | 51        | 45        | 42        | 42        | 49        | 1      | 588         |
| Cezar Ouatu & Șerban Copoț       | 45       | 41       | 41       | 35       | 39       | 45       | 30       | 59       | 35       | 54        | 28        | 26        | 57        | 43        | 3      | 578         |
| Diana Matei                      | 46       | 55       | 46       | 46       | 37       | 32       | 27       | 50       | 42       | 25        | 50        | 48        | 37        | 45        | 2      | 586         |
| Grigore Gherman                  | 35       | 32       | 37       | 28       | 37       | 55       | 45       | 34       | 36       | 34        | 51        | 31        | 29        | 30        | 8      | 514         |
| Sorana Darclee                   | 22       | 26       | 36       | 36       | 41       | 35       | 42       | 42       | 41       | 41        | 42        | 25        | 52        | 35        | 7      | 516         |
| -------------------------------- | -------- | -------- | -------- | -------- | -------- | -------- | -------- | -------- | -------- | --------- | --------- | --------- | --------- | --------- | ------ | ----------- |